# Fulda-Diemel-Weg

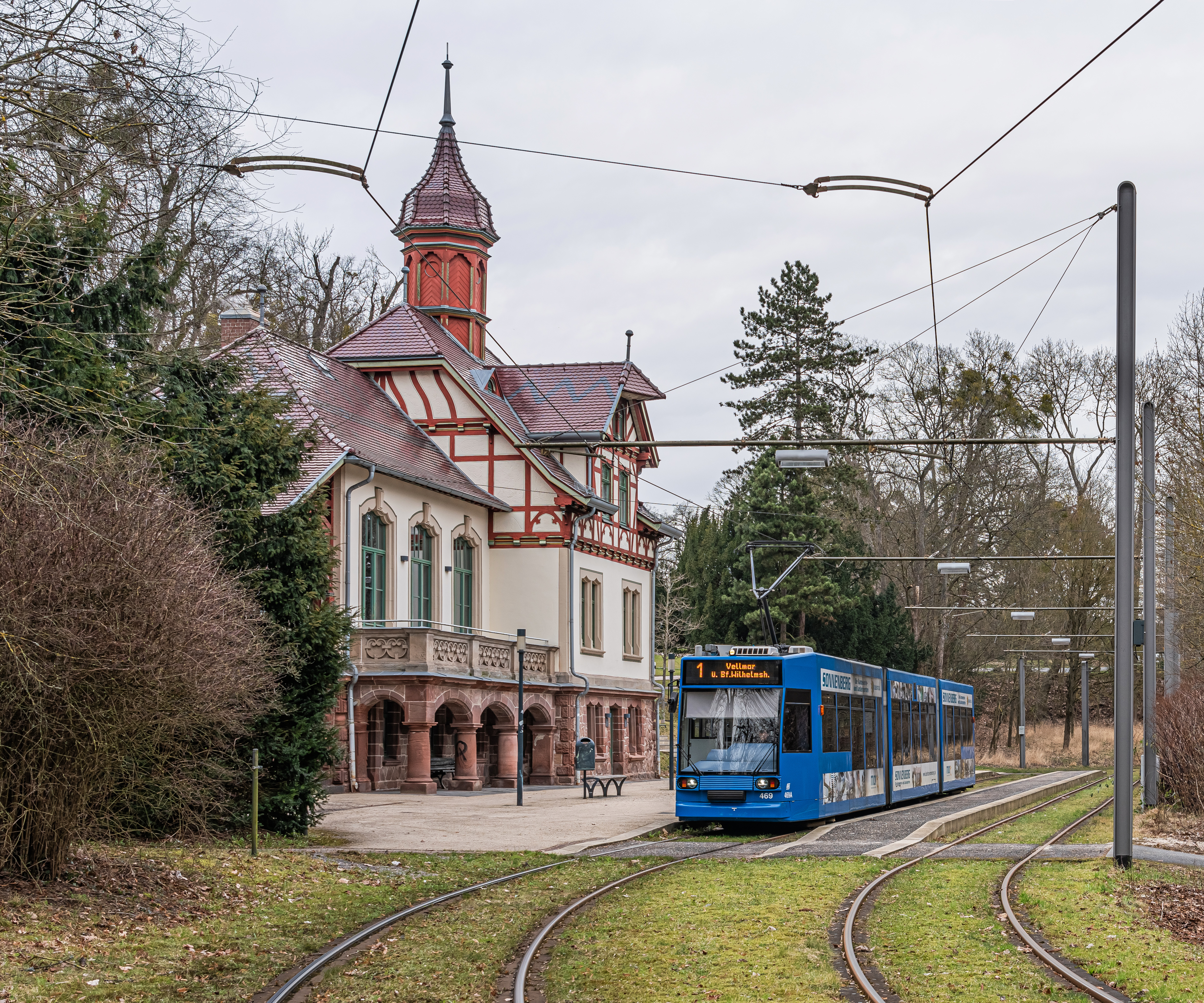
Tram-Station Kassel Wilhelmshöhe: Startpunkt des Fulda-Diemel-Wegs

Der Fulda-Diemel-Weg ist ein vom Hessisch-Waldeckischen Gebirgs- und Heimatverein (HWGHV) ausgewiesener Hauptwanderweg im Naturpark Habichtswald in Nordhessen, sowie mit kurzen grenzüberschreitenden Abschnitten in Nordrhein-Westfalen.
Der Weg ist insgesamt 64,6 km lang und führt in großem Bogen von Kassel-Wilhelmshöhe nach Nordnordwesten durch den Habichtswald bis Laar, dann in allgemein nördlicher Richtung über Niederlistingen bis Ersen und zuletzt generell nach Nordosten über Liebenau, Lamerden und Langenthal nach Bad Karlshafen, wo die Diemel in die Weser mündet.
Der Fulda-Diemel-Weg hat die HWGHV-Bezeichnung „Weg F07“ und ist mit einem weißen F auf schwarzem Rechteck als Wegzeichen ausgeschildert.

## Verlauf

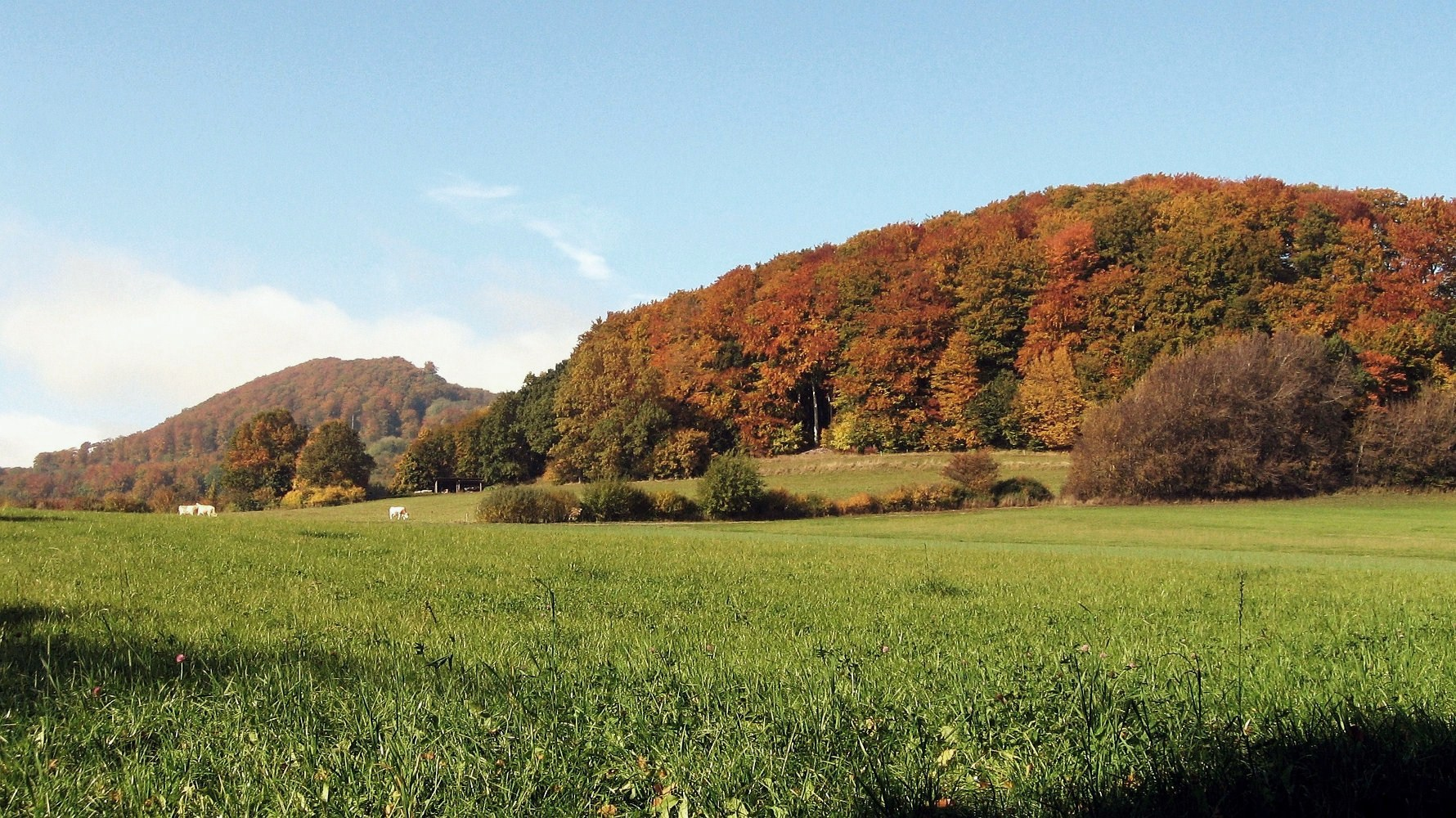
Herbst am Hohlestein

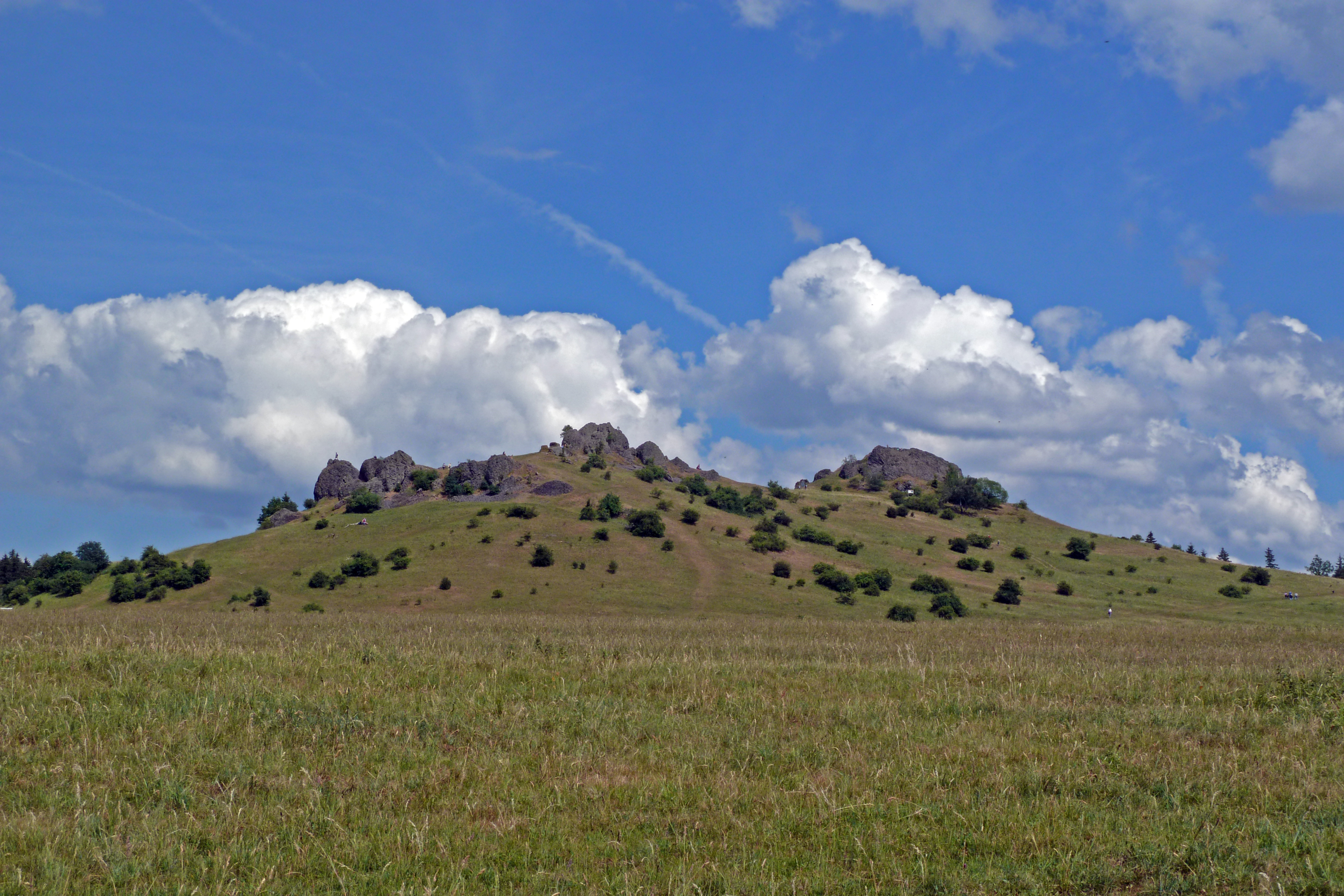
Die Helfensteine

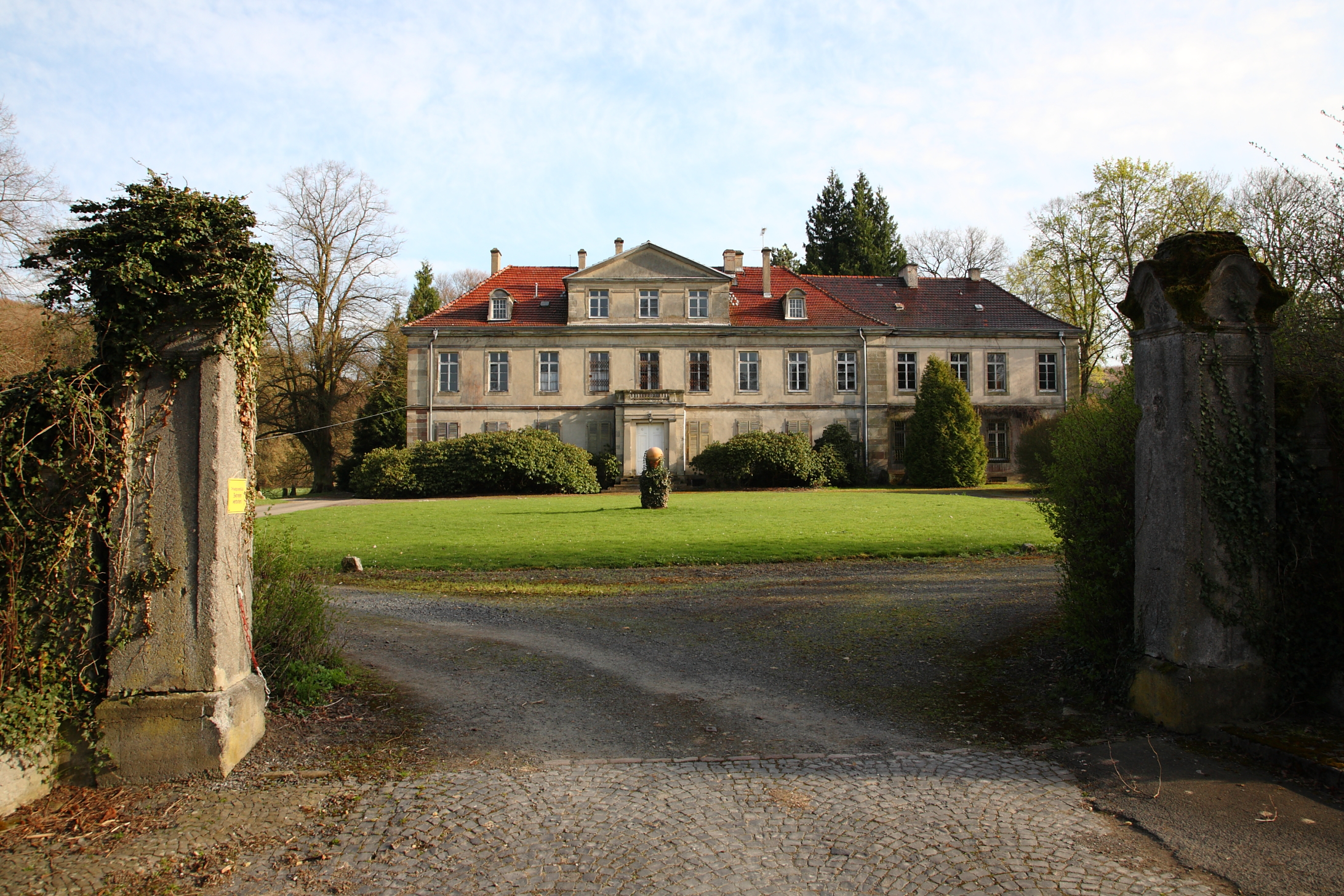
Schloss Laar

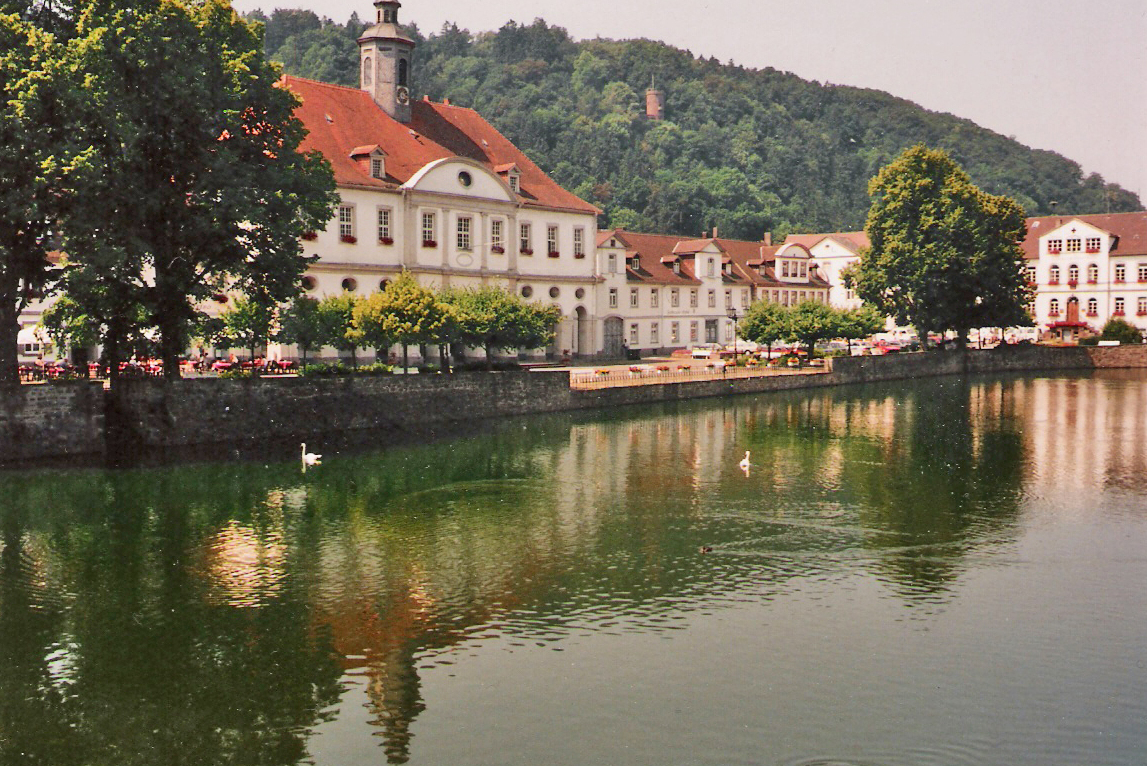
Bad Karlshafen

Der Weg beginnt in Wilhelmshöhe am Parkplatz Wilhelmshöhe bzw. der Straßenbahn-Endhaltestelle “Wilhelmshöhe (Park)”. Von dort geht es zunächst auf der Ochsenallee nach Nordosten und Norden und dann durch ein kleines Waldgebiet zur Schanzenstrasse, auf der der Weg nach Westen abbiegt zur Hessenschanze im Stadtteil Kirchditmold. Er führt nach Nordwesten, tangiert kurz die Wolfhager Straße (Bundesstraße 251) südlich von Weimar, und verläuft danach weiterhin meist durch Wald über das Hochplateau des Hohen Dörnbergs westlich am Hohlestein (476,6 m), später nördlich an den hoch aufragenden Basaltfelsen der Helfensteine (509,8 m) vorbei. Kurz darauf passiert der Weg im Naturraum Dörnberg und Schreckenberge nordöstlich vorbei am weitläufigen Segelfluggelände der Zierenberger Kuppe, auch Kleiner Dörnberg genannt (481,6 m). Dann kreuzt der Weg die Landesstraße L 3214 und geht weiter nach Nordwesten durch Wald, vorbei am Kleinen Schreckenberg (474,7 m) und der Burgruine Schartenberg (389,5 m) auf einem westlichen Bergsporn des Schartenbergs (403,9 m). 
Östlich von Laar biegt der Weg um nach Westen und geht über die Warme und durch den kleinen Weiler Laar mit der Alten Mühle und dem Schloss Laar nach Westen. Auf der anderen Seite des Warmetals wendet er sich wieder nach Norden und führt östlich an der Burgruine Malsburg vorbei bis zum Gut Sieberhausen. Nördlich des Hofs folgt er dem Waldrand in weitem Bogen erst nach Westen und dann nach Norden und erreicht Niederlistingen, wo kurz zuvor die Bundesstraße 7 überquert wird. Nach Durchqueren des Dorfs führt der Weg weiter nach Norden bis Ersen. Dieses Dorf nach Nordosten verlassend geht der Weg wieder durch Wald und Feld nach Liebenau, durch Liebenau und über die Diemel, dann weiter nach Norden, dabei kurz nach Nordrhein-Westfalen überschreitend, und wendet sich schließlich nach Nordosten und Osten, bis er Lamerden erreicht. Durch das Dorf geht es weiter nach Norden, östlich vorbei an Muddenhagen, dann etwa 2 km entlang der Hessen-NRW Grenze durch Wald in Richtung Nordosten, dann östlich um den Deiselberg (389 m) mit seinem Kraterteich nach Norden biegend, und durch Langenthal. Nun geht es erneut durch Wald nach Norden, bis kurz über die Grenze nach Nordrhein-Westfalen, und dann noch immer in Nordrhein-Westfalen scharf nach Osten umbiegend bis nach Herstelle an der Weser, das am Südrand des Wohngebiets umgangen wird. Von dort verläuft der Weg in Ostrichtung auf NRW-Gebiet bis nach Bad Karlshafen, das wieder hessisch ist. Dort geht das letzte Teilstück über die Weserbrücke zu den Parkplätzen am Bahnhof.

## Höhenprofil
Der gesamte Wanderweg verläuft von Kassel bis nach Bad Karlshafen über Feld, Wald und Wanderwege bzw. Pfade.
Der Strecke ist zwar bergig, aber nicht anstrengend. Die steilsten Abschnitte haben etwa 4 % Steigung. Auf den ersten 10 km sind insgesamt etwa 250 m Höhenunterschied bergauf zu bewältigen, wobei auch der höchste Punkt der Wanderung auf dem Hochplateau des Hohen Dörnbergs erreicht wird. Auf den folgenden 3 km geht es zunächst etwa 80 m abwärts und dann noch einmal 70 m aufwärts. Von km 13 bis km 18 geht es etwa 250 m allgemein bergab. Auf den folgenden 12 km geht es viermal auf und ab, mit bis zu 130 m Höhenunterschied von km 24-bis km 27. Es folgt ein etwa 4 km langer Bergababschnitt, auf dem es rund 160 m hinabgeht. Auf dem nächsten Abschnitt zwischen km 34 und km 40 geht es zunächst auf drei km wieder etwa 150 m bergauf und auf den folgenden 3 km wieder 160 m bergab. Von km 40 bis km 46 bewältigt der Weg erneut eine Bergaufstrecke mit 200 m Gesamthöhenunterschied, gefolgt von einer 3 km langen Bergabstrecke mit 180 m Höhenunterschied. Erneut geht es dann auf etwa 3 km Strecke etwa 135 m aufwärts und danach recht zügig auf 4 km Strecke 190 m bergab. Noch einmal sind von km 60 bis km 63 insgesamt 90 m Anstieg zu bewältigen. Dann geht es 110 m bergab nach Bad Karlshafen, mit dem letzten Kilometer auf flacher Strecke durch die Stadt.